# Kymella
Kymella är ett släkte av mossdjur. Kymella ingår i ordningen Cheilostomatida, klassen Gymnolaemata, fylumet mossdjur och riket djur.
Kladogram enligt Catalogue of Life:
| Kymella | \| \| Kymella articulata \| \| \| \| \| \| Kymella polaris \| \| \| \| |
|         | \| \| Kymella articulata \| \| \| \| \| \| Kymella polaris \| \| \| \| |
|         | Kymella articulata                                                     |
|         |                                                                        |
|         | Kymella polaris                                                        |
|         |                                                                        |